# Genfærd (film)
Genfærd er en dansk kortfilm fra 1999, der er instrueret af Kenneth Kainz efter manuskript af ham selv, Tom Golzen og Jannik Johansen.

## Medvirkende
- Claus Bue, William
- Niels Anders Thorn, Mogens
- Helle Dolleris, Ida
- Lillian Tillegreen, Mor
- Birthe Neumann, Hjemmehjælper